# Elecciones estatales en Hidalgo de 2013
La Elección ordinaria de diputados al Congreso del Estado de 2013 es un proceso electoral en el estado de Hidalgo para elegir a los 30 diputados locales, 18 de forma directa y 12 de forma proporcional, que conformarán la LXII Legislatura del Congreso del Estado de Hidalgo el día 7 de julio de 2013.
Se trata de un proceso ordinario donde se usan los sistemas de mayoría relativa y representación proporcional para conformar un congreso unicameral.

## Resultados electorales

### Diputados
Diputados electos para la LXII legislatura (2013 - 2016).
| Partido/Coalición                    | Mayoría relativa | Proporcional | Total |
| ------------------------------------ | ---------------- | ------------ | ----- |
| Partido Acción Nacional              | 0                | 2            | 2     |
| Partido Revolucionario Institucional | 18               | 2            | 20    |
| Partido de la Revolución Democrática | 0                | 3            | 3     |
| Partido del Trabajo                  | 0                | 0            | 0     |
| Partido Verde Ecologista de México   | 0                | 1            | 1     |
| Nueva Alianza                        | 0                | 4            | 4     |
| Movimiento Ciudadano                 | 0                | 0            | 0     |
| Total                                | 18               | 12           | 30    |

#### Diputados electos por mayoría relativa
| Distrito                       | Partido/Coalición           | Diputado electo                       |
| ------------------------------ | --------------------------- | ------------------------------------- |
| I - Pachuca                    | PRI / PVEM (Hidalgo Avanza) | María del Carmen Rocío Tello Zamorano |
| II - Pachuca                   | PRI / PVEM (Hidalgo Avanza) | Alfredo Bejos Nicolás                 |
| III - Tulancingo               | PRI / PVEM (Hidalgo Avanza) | Jorge Rosas Ruíz                      |
| IV - Tula de Allende           | PRI                         | Ismael Gadoth Tapia Benítez           |
| V - Tepejí del Río             | PRI / PVEM (Hidalgo Avanza) | Rosalío Santana Velázquez             |
| VI - Huichapan                 | PRI                         | Humberto Alejandro Lugo Guerrero      |
| VII - Zimapán                  | PRI                         | Guadalupe Chávez Acosta               |
| VIII - Zacualtipán             | PRI                         | Miguel Ángel Romero Olivares          |
| IX - San Agustín Metzquititlán | PRI                         | Ruperto Ramírez Vargas                |
| X - Tenango de Doria           | PRI                         | Dora Luz Castelán Neri                |
| XI - Apan                      | PRI                         | María Gloria Hernández Madrid         |
| XII - Tizayuca                 | PRI                         | Mabel Gutíerrez Chávez                |
| XIII - Huejutla                | PRI                         | Omar Zerón Flores                     |
| XIV - Actopan                  | PRI                         | Edith Ávlies Cano                     |
| XV - Molango                   | PRI                         | José Juan Viggiano Austria            |
| XVI - Ixmiquilpan              | PRI                         | Héctor Pedraza Olguín                 |
| XVII - Jácala                  | PRI                         | Javier Amador de la Fuente            |
| XVIII - Atotonilco el Grande   | PRI                         | Leonardo Pérez Calva                  |

#### Diputados electos proporcionalmente
| Lista | Diputado                            | Partido       |
| ----- | ----------------------------------- | ------------- |
| 1     | José Ernesto Gil Elorduy            | PRI           |
| 2     | Ramiro Mendoza Cano                 | PRI           |
| 3     | María Eugenia C. Muñoz Espinoza     | Nueva Alianza |
| 4     | J. Dolores López Guzmán             | Nueva Alianza |
| 5     | Sandra Hernández Barrera            | Nueva Alianza |
| 6     | Víctor Trejo Carpio                 | Nueva Alianza |
| 7     | Imelda Cuéllas Cano                 | PRD           |
| 8     | Celestino Abrego Escalante          | PRD           |
| 9     | Luciano Cornejo Barrera             | PRD           |
| 10    | Guillermo Bernardo Galland Guerrero | PAN           |
| 11    | Juan Carlos Robles Acosta           | PAN           |
| 12    | Pedro Ocampo Trejo                  | PVEM          |